# Добринищани
Добринищани или старо добринищалии са жителите на град Добринище (до 1966 година Добринища), България. Това е списък на най-известните от тях.

## Родени в Добринища
А — Б — В — Г — Д –
Е — Ж — З — И — Й –
К — Л — М — Н — О –
П — Р — С — Т — У –
Ф — Х — Ц — Ч — Ш –
Щ — Ю — Я

### А
- Ангел Пумпалов (р. 1978), български скиор
- Атанас Попадиин (1894 – 1973), български комунист

### Б
- Благо Петлов (1890 – ?), български общественик и революционер

### Г
- Георги Витанов (1948 – 2017), писател и художник
- Георги Саферов (1853 - 1913), учител и революционер
- Георги Темелков, опълченец, знаменосец на 4-та българска опълченска дружина
- Георги Фаразата, български хайдутин[1]
- Григор Костов Мацин (? – 1898), Ботев четник

### Д
- Димитър Ат. Ангелов, македоно-одрински опълченец, 37-годишен, работник, ІV отделение, четата на Йонко Вапцаров[2]

### Е
- Екатерина Григорова (р. 1975), българска неоелинистка и поетеса

### И
- Иван Козарев (1910 – 1944), комунистически партизанин
- Иван Пумпалов (1871 - 1945), войвода на ВМОРО
- Иван Сакарев (1933 – 2017), български политик, министър на строителството, ректор ВИАС 1987-1990

### Й
- Йоте Прътев, български революционер

### К
- Костадин Прътев (1882 – 1966), български революционер

### Л
- Лазар Проданов, български революционер

### М
- Мария Бояджийска (р. 1977), и.д. кмет на София

### Н
- Никола Вешков, български опълченец
- Никола Г. Мацин, македоно-одрински опълченец 20-годишен, работник, IV отделение, четата на Иван Вапцаров[3]

### П
- Паскал Николов Пумпалов, български военен деец, подпоручик, загинал през Първата световна война[4]
- Петре, български революционер, заловен в 1900 година и към април 1904 година все още лежащ в Серския затвор[5]

### Т
- Тодор Петлов (р. 1926), български лекар и краевед, пръв почетен гражданин на Добринище

### Х
- Христо Лазаров, български революционер, Ботев четник

## Починали в Добринища
А — Б — В — Г — Д –
Е — Ж — З — И — Й –
К — Л — М — Н — О –
П — Р — С — Т — У –
Ф — Х — Ц — Ч — Ш –
Щ — Ю — Я

### Б
- Благо Петлов (1890 – ?), български общественик и революционер
- Борис Изворски (1897 – 1928), български революционер, деец на ВМРО

### Г
- Георги Андриянов (1897 – 1932), български комунист
- Георги Саферов, учител и революционер
- Георги Цветинчев (1882 – 1967), български революционер от ВМОРО

### Д
- Димитър Сеизов (? – 1895), български революционер от ВМОК

### И
- Иван Козарев (1910 – 1944), комунистически партизанин
- Иван Методиев (1946 – 2003), български поет
- Иван Пумпалов (1871 - 1945), войвода на ВМОРО
- Илия Гаджев (1902 - 1944), български революционер, деец на ВМРО

### Й
- Йоте Прътев, български революционер

### К
- Костадин Прътев (1882 – 1966), български революционер

### Л
- Лазар Проданов, български революционер